# Alberto Abate
Alberto Abate (Roma, 16 marzo 1946 – Roma, 9 marzo 2012) è stato un pittore italiano, tra i principali esponenti della corrente artistica della pittura colta.

## Biografia
Alberto Abate nasce a Roma il 16 marzo del 1946 da famiglia di artisti di origine catanese: il padre, lo scultore Carmelo Abate, è attivo - tra l'altro - nella Fabbrica dell'EUR – allora E.U. (Esposizione Universale) – e lo zio paterno, Alessandro Abate, è pittore, acquarellista e affreschista.
Negli anni Cinquanta Abate frequenta a Catania il locale Istituto d'Arte: i suoi maestri sono lo scultore Domenico Tudisco e il pittore Giuseppe Giuffrida. Dopo il diploma, si iscrive all'Accademia di Belle Arti e, a diciannove anni, riceve il primo incarico come docente di “Disegno dal vero” all'Istituto d'Arte di Catania, incarico che manterrà fino al 1973. L'anno seguente si trasferisce a Padova per insegnare all'Istituto d'Arte “Pietro Selvatico”.
Nel 1980 Abate è tra i protagonisti del progetto di rinnovamento culturale ed artistico promosso dalla galleria “La Tartaruga” (Roma) di Plinio de Martis e con la storica collettiva Una mostra di sei pittori inaugura la nascita dell'estetica del movimento detto dell'Anacronismo. I pittori Anacronisti, in aperta contrapposizione con le esperienze concettuali che avevano monopolizzato il sistema artistico negli anni Settanta, rivendicano una visione dell'arte figurativa non condizionata dal tempo, intendendo la loro attività creativa come un 'ritorno alla Pittura' attraverso il recupero del suo linguaggio tradizionale e della sua memoria estetica, storica e tecnica.
Il movimento Anacronista è presente nell'esposizione del 1982 La pittura colta curata da Italo Mussa presso la galleria romana “Pio Monti”, alla quale Abate prende parte insieme a Carlo Maria Mariani, Ubaldo Bartolini e Roberto Barni.
È della fine degli anni Novanta la rielaborazione della propria visione teorica, che lo porta a identificare nel sincretismo il culmine necessario dell'arte di fine millennio.
Abate ha insegnato “Storia dell'arte contemporanea” e “Semiologia delle arti visive” alla Facoltà di Architettura dell'Università di Catania e ha collaborato con la pagina culturale del Corriere del Veneto del Corriere della Sera.
Edward Lucie-Smith segnala Abate come uno dei venti artisti italiani più rappresentativi degli ultimi decenni del Novecento (ArToday, Phaidon Press, London 1995) e lo inserisce tra gli artisti leader del movimento neoclassico internazionale (ArTomorrow, Terrail, Parigi 2002). Linda Kaiser, nel suo L'anacronismo e il Ritorno alla Pittura: l'Origine e la Meta (Silvana Editoriale, Milano 2003), colloca Abate tra i maggiori esponenti del movimento e Sylvano Bussotti gli dedica un capitolo del suo Disordine alfabetico (Spirali Edizioni, Milano 2002).
È scomparso dopo breve malattia nel 2012 all'età di 65 anni.

## L'attività espositiva essenziale

### Anni ottanta
Nel 1978 Abate si presenta all'Arte Fiera di Bologna con due disegni che raffigurano il dio Hermes e che segnano una svolta decisiva nella sua produzione.
Il 4 novembre 1978 viene inaugurata a Roma la sua prima mostra personale, Hermetica Amor-Carnalis, presso la galleria La Salita: questa occasione sigilla la sua consacrazione definitiva alla pittura.
Nel 1980 Abate partecipa alla storica collettiva Una mostra di sei pittori alla galleria La Tartaruga (Roma) di Plinio de Martis inaugurando l'estetica dell'Anacronismo.
Nel 1982 espone alla mostra La pittura colta organizzata da Italo Mussa presso la galleria romana Pio Monti insieme a Carlo Maria Mariani, Ubaldo Bartolini e Roberto Barni.
In questa occasione il movimento Anacronista si conferma attivo e vitale nelle opere dei suoi maggiori esponenti.
Nei primi anni ottanta Abate dà esposizioni personali presso le gallerie Pio Monti a Roma (1983) e a Trieste (1984) presso il Planetario di Livio Radin, col quale prende avvio una collaborazione e un'amicizia trentennali.
Nel 1984 Abate viene invitato alla XLI Biennale di Venezia, nella sezione Aperto e all' “Edward Totah Gallery” di Londra, per la quale Italo Mussa cura la sezione dedicata alla pittura colta. A New York, Abate partecipa alla mostra Quattro artisti presso la galleria “Facchetti-Burk” e a Parigi è presente all'expo L'arte povera et les Anachronistes, post-modern européens, pittura colta.
Nel 1985 a Milano Abate inaugura due personali: alla galleria “La Bertesca” di Francesco Masnata e alla galleria “Artra” di Marcella Stefanoni e Clara Tovaglieri. A Bologna viene invitato da Renato Barilli e Flavio Caroli alla rassegna internazionale Anni Ottanta.
Nel 1986 una sua antologica inaugura l'attività espositiva del nuovo museo d'arte contemporanea della Valle d'Aosta “Tour Fromage”; Abate partecipa quindi alla XI Quadriennale al Palazzo dei Congressi di Roma e viene invitato ad esporre presso la “Jack Shainman Gallery” di New York.
Nel 1987 Abate è presente a Arte Italiana Anni 80, un'esposizione della galleria Nouvelles Images dell'Aia.
Nel 1988 una sua opera monumentale (3 x 4 m) viene acquistata dalla Rosenwood Corporation ed è installata a Dallas nell'edificio The Crescent progettato da Philip Johnson.
Nel 1988 partecipa alla mostra itinerante curata da Italo Mussa Self, Memory and Desire tra Melbourne, Perth e Adelaide. Nello stesso anno Abate tiene una personale allo storico centro culturale “Ausoni” animato da Italo Mussa a Roma.
Nel 1989 i suoi quadri sono esposti al Museu Nacional de Belas Artes di Rio de Janeiro e al Museu de Arte de São Paulo in occasione dell'esposizione Pintura Italiana. Nello stesso anno partecipa a Diptych. Aspects of Abstract and figurative Art in Italy: The Eighties, curata da [Mussa ed Arnaldo Romani Brizzi tra Helsinki, Istanbul, Ankara e Tel Aviv. La galleria “Chisel” allestisce una personale al Forum di Amburgo (Germania).

### Anni Novanta
Nel 1990 Abate partecipa alla mostra Greece, che si tiene al “Dallas Museum of Art”. Lo stesso anno le gallerie “Chisel” di Genova, “Boscolo” di Busto Arsizio e “Helga Wicher” di Wuppertal ospitano sue personali.
Nel 1991 la personale Hermes-phrodite lunaire è organizzata alla galleria “Il Polittico” di Roma e sue opere sono esposte alle mostre Avanguardie a Roma. Dagli anni '60 agli anni '90 al Palazzo dei Congressi di Roma e Un'alternativa europea alla "Galleria Civica d'Arte Moderna", Palazzo dei Diamanti a Ferrara. L'anno seguente ancora al Palazzo dei Diamanti si tiene una nuova personale e Abate viene invitato a esporre per De Pictura una mostra organizzata presso il “Musée Château d'Annecy” (Francia).
Nel 1993 una personale è ospitata al Museo delle Arti di Palazzo Bandera (Busto Arsizio) e nel 1994 presso la Fondazione Katinca-Prini di Genova. Nel 1995 Abate è invitato alla mostra Il mito e il classico nell'arte contemporanea italiana. 1966-90 alla Fortezza Firmafede di Sarzana. Lo stesso anno, in occasione della seconda personale al “Polittico” di Roma, Abate pubblica il libretto di scritti teorici sull'arte La dottrina dell'Amore.
Nel 1996 è ospite, insieme a Luciano Bartolini, di Arte Contemporanea (Catania), con la mostra "Tessera Hospitalis", a cura di Fiammetta Strigoli.
Nel 1997 espone alla mostra itinerante The Project of the Essence, “Musée Nicolas Sursock” di Beirut e a Damasco alla “Bibliothèque Nationale Al Assad”. Nel 1998 è invitato a esporre per Europa era dea presso il “Palais des Arts” di Marsiglia. L'anno seguente partecipa all'importante rassegna La pittura ritrovata al Complesso del Vittoriano a Roma curata da Arnaldo Romani Brizzi.

### Anni Duemila
Nel 2000 Abate cura la mostra collettiva Imaginal Realism alla New York University. Nel 2001 è invitato per Origini, mostra curata da Francesco Gallo a Scicli. Lo storico Romeo De Maio pubblica e commenta un suo lavoro nel volume Cristo e la Sfinge: la storia di un enigma (Mondadori, Milano 2001).
Nel 2002 Abate partecipa alla mostra The Artists of the Ideal – Nuovo classicismo curata da Edward Lucie-Smith presso la Galleria d'arte moderna Palazzo Forti di Verona, nel febbraio del 2003 a Die Wiedergefundene Malerei al “Kunstraum Palais Porcia” di Vienna e a Fantastico Novecento – da Picasso a Kandinsky al Museo d'Arte Contemporanea di Arona. L'esposizione Opera, curata da Francesco Gallo per la “Galleria d'Arte Contemporanea” di Palazzolo Acreide ospita suoi lavori.
Agli inizi del 2004 il Senato della Repubblica Italiana acquisisce un suo dipinto (Ipnosi) per la collezione permanente di Palazzo Madama.
Nel 2004 espone alla collettiva Riflessi nell'arte – tra pop, concettuale, transavanguardia e citazionismo presso il Lazzaretto di Ancona, alla rassegna Femme fatale – da Modigliani a Warhol (Villa Ponti di Arona) e per The Port of Hellenism presso l' “International Center of Fine Arts” di Atene.
Nel 2005 la Bulgari S.p.A. colloca alcune sue opere negli atelier di Londra, Osaka e New York. Da quest'anno il dipinto Aweva è esposto al Museo d'Arte di Tel Aviv nella collezione permanente.
Nel 2006, presentata da uno scritto di Arturo Schwarz, Abate tiene la terza personale presso la galleria “Il Polittico” di Roma: La macchina del silenzio. Lo stesso Schwarz lo invita alla mostra Dada, Surrealism and modern Art – The Arturo Schwarz Collection of Works on Paper presso la Ben Gurion University. Nello stesso anno partecipa a Quindici anni, che Arnaldo Romani Brizzi e Massimo Caggiano curano presso gli spazi delle Scuderie Aldobrandini (Frascati) e a Meditazione sulla realtà, a cura di Edward Lucie-Smith, allestita al Palazzo della Ragione di Mantova dalla galleria “Il Planetario”.
Nel 2007 Abate partecipa alla collettiva Arte e omosessualità. Da Von Gloeden a Pierre et Gilles, a cura di Eugenio Viola, esposta prima a Milano, al Palazzo della Ragione e poi a Firenze, alla Palazzina Reale.
Nel 2008 alcune sue opere sono esposte presso il Palazzo Incontro di Roma in occasione di Per Amore. La raccolta Caggiano e alla mostra La ragione pittorica, curata da Maria Cristina Ricciardi presso lo “Studio Forlenza” di Teramo.
Nel 2009 espone per Poesia degli occhi, rassegna organizzata presso la Real Academia de España a Roma e curata da Otello Lottini e per Transavanguardia e citazionismo organizzata da Maria Rosa Ferrari Romanini e Martina Corgnati (Fondazione Città di Cremona). La galleria “Il Polittico” di Roma lo ospita per Filosofia dei fiori, per le cure di Arnaldo Romani Brizzi.
Nel 2010 espone al “MAGA” di Gallarate (Flash, anni '80) e a Palazzo Bonaccorsi di Macerata nella collettiva IN Opera – Sulle orme di Matteo Ricci, curata da Antonio Paolucci, Paola Ballesi e Elisa Mori. Viene invitato da Mariano Apa alla XIV Biennale del Sacro, Le beatitudini, presso il “Museo Stauros d'Arte Sacra Contemporanea”, a San Gabriele (Teramo). Lo stesso anno, la galleria “Side A” di Catania lo ospita, insieme a Salvo Russo, per la mostra Coltissimi curata da Francesco Gallo.
Nello stesso anno, il polittico Ternario è esposto alla LIV Biennale di Venezia, Padiglione Italia, a Palazzo Venezia (Roma).
A giugno 2012 si è conclusa a Catania la sua personale Dialogo con la testa ospitata a Palazzo Platamone, nella quale è esibita la produzione dell'ultimo decennio.
Dialogo con la testa, nella sua versione mantovana a cura di Carlo Micheli e Livio Radin, è stata presentata a Palazzo Te, dal 7 dicembre al 20 gennaio 2013.

## L'opera saggistica
- La dottrina dell'Amore. Scritti teorici sull'arte, Il Polittico, Roma 1995